# Franz Anton Beer (Baumeister)

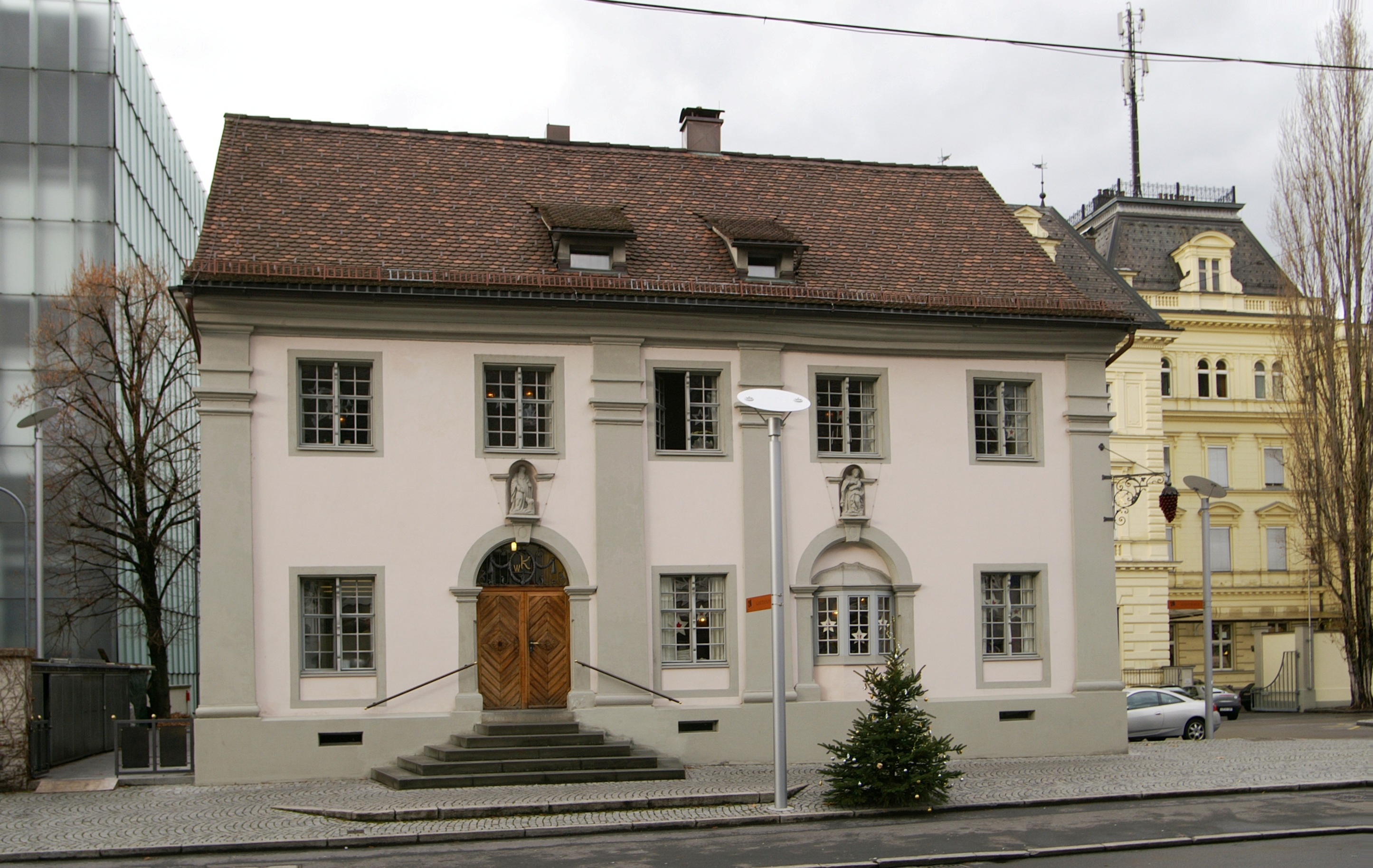
Beers Wohnhaus in Bregenz

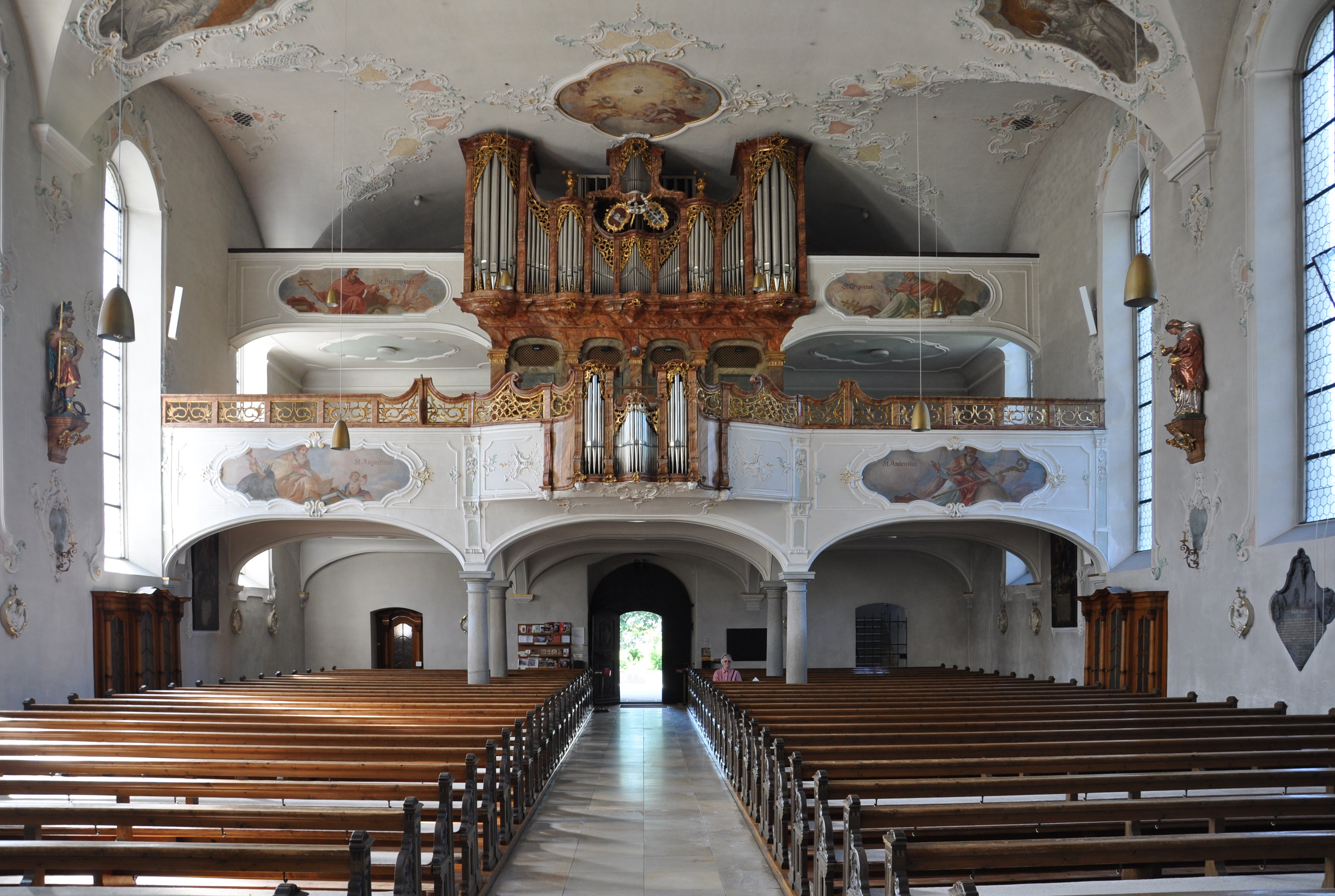
Pfarrkirche St. Gallus

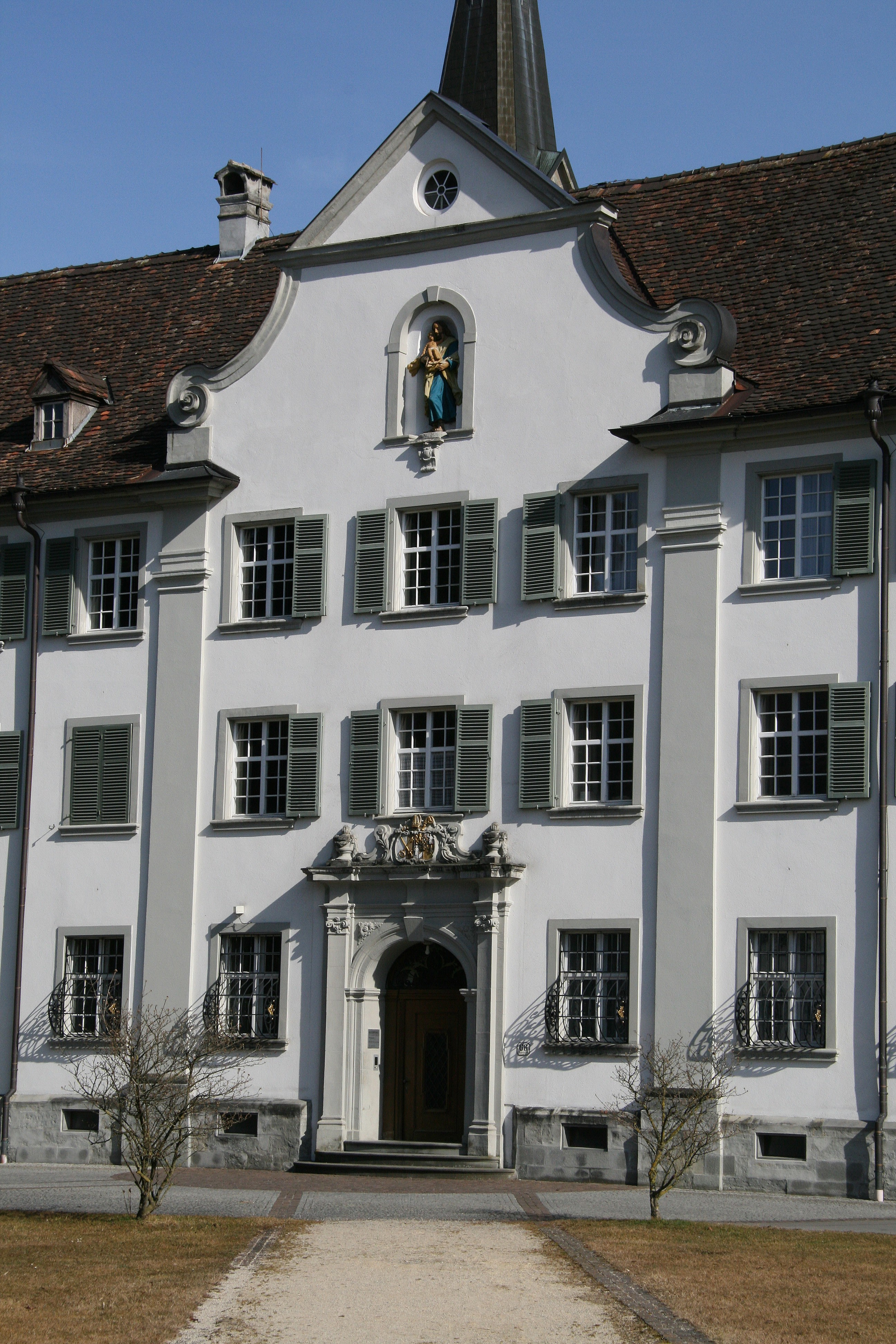
Kloster Mehrerau

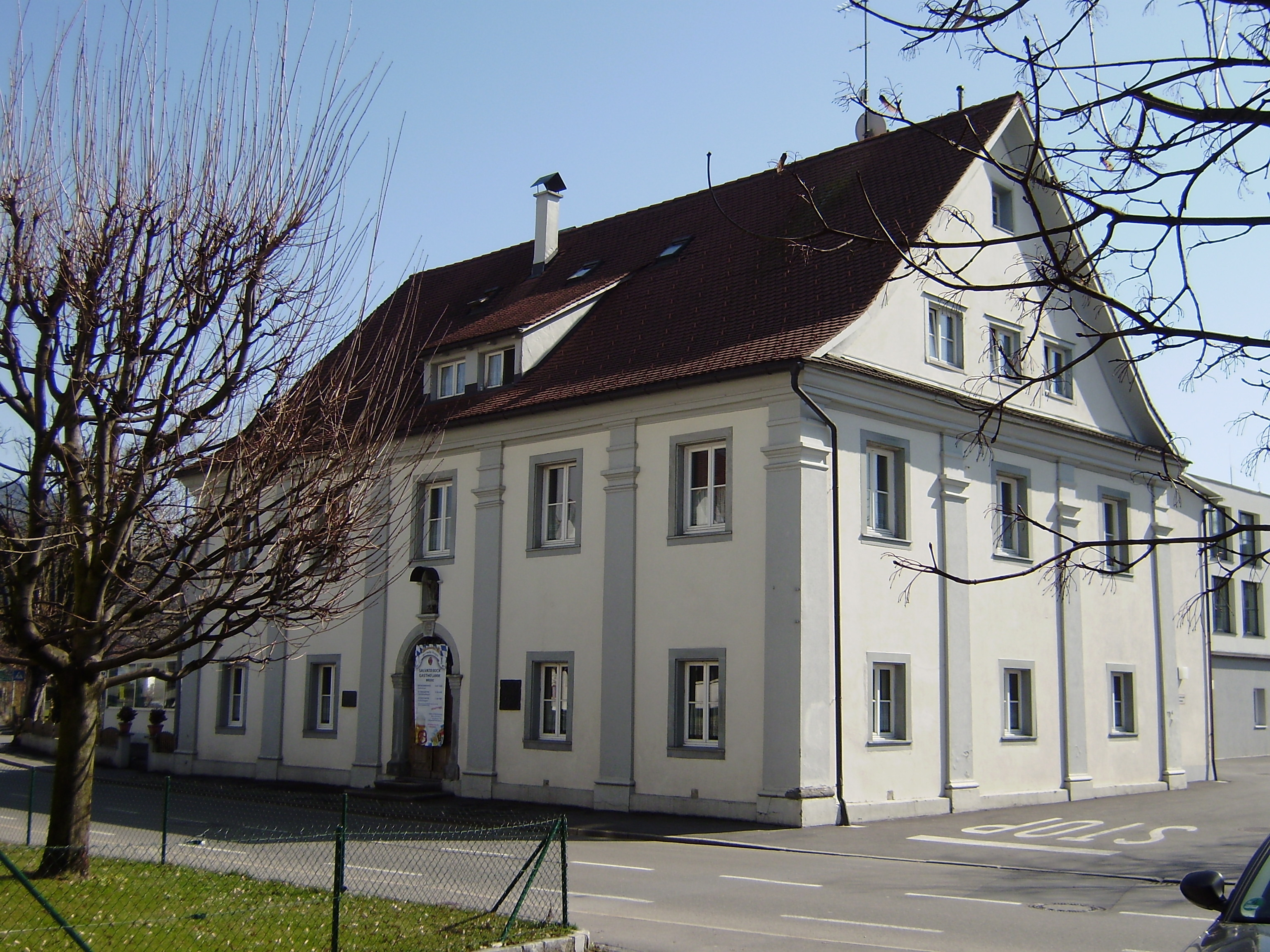
Amtshaus des Klosters Mehrerau

Franz Anton Beer (* 3. November 1688 in Bregenz; † 1749 ebenda) war ein österreichischer Baumeister, der Sakral- und Profanbauten in Bregenz schuf. Der Sohn des Vorarlberger Barockbaumeisters Jodokus Beer stammte aus der Vorarlberger Baumeisterfamilie Beer.

## Leben und Werk
Franz Anton Beer wirkte als Baumeister der Stadt Bregenz sowie als „Haus- und Hofbaumeister“ der Benediktinerabtei Mehrerau.
1720 begann er mit dem Bau eines barocken Stadthauses an der damaligen Landstraße nach Lindau (heute Kornmarktstraße 5) an der Stelle eines früheren städtischen Kalkofens, das er als sein Wohnhaus nutzte. Das stattliche zweigeschossige Gebäude ist durch Pilaster mit hoher Kämpferzone gegliedert und wies zwei Rundbogentore zur Straße hin auf. Es diente ab dem Ende des 19. Jahrhunderts als Wirtshaus und erhielt die Bezeichnung „Kornmesser“, da Kontrollorgane des Kornmarktes zwischenzeitlich in dem Haus ihre Amtsstube hatten.
In seiner Eigenschaft als „Haus- und Hofbaumeister“ des Benediktinerklosters Mehrerau bei Bregenz schuf er die Pläne für das Gast-, Hof- und Ökonomiegebäude, das 1728 entstand.
In den Jahren 1737 bis 1738 vergrößerte Beer die Stadtpfarrkirche St. Gallus und barockisierte sie mit maßvoll eingesetzten Stilmitteln.
Die Erweiterung und der Neubau der Klosterkirche Mehrerau (1740 bis 1743) bezeichnet man als Krönung seines Werkes. Sie galt schönste Barockkirche des Vorarlberger
Raumes. Sie fiel den Säkularisationsmaßnahmen unter bayerischer Herrschaft 1808 zum Opfer; ihre Bausteine wurden beim Bau des Lindauer Hafens wiederverwendet.

## Wichtige Bauten
- Kornmesserhaus, Beers Wohnhaus an der Landstraße (heute Kornmarktstraße 5), begonnen 1720[1]
- Stadtpfarrkirche St. Gallus, Bregenz, Umbau und Erweiterung von 1737 bis 1738[3]
- Kloster Mehrerau, Neubau der barocken Klosterkirche von 1740 bis 1743 anstelle einer früheren romanischen Basilika. Den Neubau der Klostergebäude selbst besorgte von 1749 bis 1750 Johann Michael Beer von Bildstein.
- Kloster Mehrerau, Amtshaus des Klosters.[3]